# Vikrant Massey
Vikrant Massey (Bombay, 3 april 1987) is een Indiaas acteur die voornamelijk in Hinditalige films en televisieseries speelt.

## Biografie
Massey begon zijn carrière bij de televisie en maakte zijn acteerdebuut in 2007 in Dhoom Machaao Dhoom. Hij speelde daarna in verschillende televisieseries zoals Dharam Veer (2008), Balika Vadhu (2009-2010) en Qubool Hai (2013). Massey breidde zich uit naar films met bijrollen in Lootera (2013), Dil Dhadakne Do (2015) en Half Girlfriend (2017). A Death in the Gunj (2017), waarin Massey een hoofdrol speelde, markeerde een keerpunt in zijn carrière. In 2018 waagde Massey zich aan webseries zoals Mirzapur (2018), Broken But Beautiful (2018–2019) en Criminal Justice (2019). Hij speelde de hoofdrol in de biografische film 12th Fail (2023), dat hem de Filmfare Critics Award voor Beste Acteur opleverde. In 2024 werd hij geëerd met de IFFI Indian Film Personality of the Year Award op het 55e International Film Festival of India. 
In december 2024 kondigde Massey een carrièreonderbreking aan op Instagram, daarbij verwijzend naar de wens om zich op zijn gezin te concentreren.

## Filmografie

### Films
| Jaar | Film                                | Rol                | Opmerking         |
| ---- | ----------------------------------- | ------------------ | ----------------- |
| 2013 | Lootera                             | Devdas Mukherjee   |                   |
| 2014 | Best Girlfriend                     | Karan              | korte film        |
| 2015 | Dil Dhadakne Do                     | Rana Khanna        |                   |
| 2017 | A Death in the Gunj                 | Shyamal Chatterjee |                   |
| 2017 | Detour                              | Aarav              | korte film        |
| 2017 | Half Girlfriend                     | Shailesh Pandey    |                   |
| 2017 | Lipstick Under My Burkha            | Arshad Sumbli      |                   |
| 2020 | Chhapaak                            | Amol Gupta         |                   |
| 2020 | Gadhedo: Donkey                     | Goru Dhobi         | korte film        |
| 2020 | Half Full                           | Abhay Khanna       | korte film        |
| 2020 | Cargo                               | Prahastha Tawde    |                   |
| 2020 | Dolly Kitty Aur Woh Chamakte Sitare | Pradeep Kushwaha   |                   |
| 2020 | Ginny Weds Sunny                    | Sunny Sethi        |                   |
| 2021 | Ramprasad Ki Tehrvi                 | Rahul Joshi        |                   |
| 2021 | Switchh                             | Samar Kapoor       |                   |
| 2021 | Haseen Dillruba                     | Rishabh Saxena     |                   |
| 2021 | 14 Phere                            | Sanjay Lal Singh   |                   |
| 2022 | Love Hostel                         | Ahmed Shaukeen     |                   |
| 2022 | Forensic                            | Johnny Khanna      |                   |
| 2023 | Gaslight                            | Kapil              |                   |
| 2023 | Mumbaikar                           | naamloze rol       |                   |
| 2023 | 12th Fail                           | Manoj Kumar Sharma |                   |
| 2024 | Blackout                            | Lenny D’Souza      |                   |
| 2024 | Phir Aayi Hasseen Dillruba          | Rishabh Saxena     |                   |
| 2024 | Sector 36                           | Prem Singh         |                   |
| 2024 | The Sabarmati Report                | Samar Kumar        |                   |
| 2024 | Zero Se Restart                     | zichzelf           | documentaire film |
| 2025 | Aankhon Ki Gustaakhiyan             | Jahaan             |                   |

### Televisie en Webseries
| Jaar      | Serie                    | Rol              | Opmerking     | Platform             |
| --------- | ------------------------ | ---------------- | ------------- | -------------------- |
| 2007      | Dhoom Machaao Dhoom      | Aamir Hassan     |               |                      |
| 2008      | Dharam Veer              | Dharam           |               |                      |
| 2009–2010 | Balika Vadhu             | Shyam Singh      |               |                      |
| 2010–2011 | Baba Aiso Varr Dhoondo   | Murli Laal       |               |                      |
| 2011      | Jhalak Dikhhla Jaa 4     | deelnemer        | Afl. 7 en 8   |                      |
| 2012      | Gumrah: End of Innocence | Shobhit          |               |                      |
| 2013      | Qubool Hai               | Ayaan Ahmed Khan |               |                      |
| 2013      | Yeh Hai Aashiqui         | presentator      |               |                      |
| 2014      | Ajab Gajab Ghar Jamai    | Rajeshwar        |               |                      |
| 2017      | Rise                     | Shrey            |               |                      |
| 2018      | Mirzapur                 | Vinay Pandit     | seizoen 1     | Prime Video          |
| 2018      | Teen Paheliyan           | Sid              | verhaal: Copy |                      |
| 2018–2021 | Broken But Beautiful     | Veer Goenka      | 2 seizoenen   | ALTBalaji/ MX player |
| 2019      | Criminal Justice         | Aditya Sharma    |               | Disney+ Hotstar      |
| 2019–2023 | Made in Heaven           | Nawab Khan       | 2 seizoenen   | Prime Video          |